# Oktjabr'skoe (Circondario autonomo degli Chanty-Mansi-Jugra)
Oktjabr'skoe (in russo Октябрьское?) è un insediamento di tipo urbano della Russia siberiana occidentale situato nel Circondario Autonomo degli Chanty-Mansi. È il centro amministrativo del distretto Oktjabr'skij.
Si trova lungo l'Ob', a nord-ovest di Chanty-Mansijsk.